# Idiacanthus
Il genere Idiacanthus  comprende 3 specie di pesci abissali, conosciuti comunemente come draghi di mare, appartenenti alla famiglia Stomiidae.

## Distribuzione e habitat
Le specie appartenenti al genere sono diffuse in tutti gli oceani (Idiacanthus antrostomus solo nel Pacifico orientale) ma solo in acque abissali comprese tra i -1000 e i 2500 metri di profondità.

## Descrizione
Lunghi in media 40 cm, questi pesci presentano un corpo molto allungato e sottile, anguilliforme, con mascelle dotate di amplissima apertura, in modo da catturare più cibo possibile in un luogo così inospitale come gli abissi. Altre loro strane caratteristiche sono l'assenza di pinne pettorali e un fotoforo sotto il mento (es. Idiacanthus atlanticus), che gli ha attribuito il nome di "draghi di mare barbuti".

## Riproduzione
Sono animali ovipari.

## Alimentazione
Sebbene vivano durante il giorno in acque oltre i 1000 metri, salgono in profondità medie durante la notte, per cibarsi di molluschi e piccoli pesci.

## Specie
- Idiacanthus antrostomus
- Idiacanthus atlanticus
- Idiacanthus fasciola